# Sydney J. Bowie
Sydney Johnston Bowie (* 26. Juli 1865 in Talladega, Alabama; † 7. Mai 1928 in Birmingham, Alabama) war ein US-amerikanischer Rechtsanwalt und Politiker (Demokratische Partei). Er war der Neffe des US-Abgeordneten Franklin Welsh Bowdon.

## Werdegang
Sydney Johnston Bowie besuchte Privatschulen und graduierte 1885 an der juristischen Fakultät der University of Alabama in Tuscaloosa. Seine Zulassung als Anwalt bekam er am 1. Juni 1885 und fing dann in Talladega an zu praktizieren. Ferner war er in den Jahren 1885 und 1886 als Clerk in Talladega tätig. Bowie verfolgte ebenfalls eine politische Laufbahn. Er war 1891 Mitglied im Stadtrat von Talladega. Dann war er zwischen 1894 und 1899 Mitglied im Democratic State Executive Committee. Im letzten Jahr zog er nach Anniston (Alabama).
Bowie wurde in den 57. US-Kongress gewählt und in die zwei nachfolgenden US-Kongresse wiedergewählt. Er war im US-Repräsentantenhaus vom 4. März 1901 bis zum 3. März 1907 tätig. Danach zog er nach Birmingham, wo er bis 1919 seiner Tätigkeit als Anwalt nachging. Während dieser Zeit war er ebenfalls als Autoverkäufer tätig. Darüber hinaus war er zwischen 1908 und 1909 Mitglied im Southern Education Board sowie zwischen 1915 und 1919 im Birmingham Board of Education. Bowie hatte 1920 den Vorsitz über die State Educational Commission. Dann nahm im gleichen Jahr als Delegierter an der Democratic National Convention teil. Ferner war er zwischen 1920 und 1922 Präsident der Alabama Tuberculosis Commission und zwischen 1922 und 1923 Mitglied in der State Harbor Commission. Bowie verstarb 1928 in Birmingham und wurde dort auf dem Elmwood Cemetery beigesetzt.